# 岡田加津子
岡田 加津子（おかだ かずこ、1962年 - ）は、日本の作曲家、京都市立芸術大学教授。

## 来歴
1962年、兵庫県神戸市生まれ。京都市立京都堀川音楽高等学校、東京芸術大学作曲科卒業。同大学大学院音楽研究科修士課程修了。音楽教育学を山本文茂、河口道朗より師事。同大学院音楽教育研究室助手を経て、その後ドイツに渡り、セネガル国立舞踊団主席舞踏手シェイヒ・ティディアン・ニアンより西アフリカ伝統舞踊を師事。1995年、京都市立芸術大学にて非常勤講師（ソルフェージュ）となり、2011年に同大学教授に就任。

## 受賞歴
- 1986年 - 第1回 九州ギター現代音楽祭作品部門最優秀賞受賞[2]
- 2003年 - 青山音楽賞バロックザール賞受賞[3]
- 2016年 - 藤堂音楽賞[4]

## 作品

### 楽譜
- 「星とたんぽぽ」（詩／金子みすゞ）
- 「『祝婚歌』より序詩」（詩／谷川俊太郎）

など

### CD
- 「母へ」～ヴァイオリンのための無言歌　（演奏／堀米ゆず子　制作／ナミレコード）

など